# كيرك دبليو. كونفر
كيرك دبليو. كونفر هو سياسي أمريكي، ولد في 17 أبريل 1954. نشط حزبياً في الحزب الجمهوري. وقد انتخب عضو جمعية نيوجيرسي العامة ‏.